# Provincia di Ouargla
La provincia di Ouargla  è una delle 58 province dell'Algeria. 	Prende il nome dal suo capoluogo Ouargla.
La wilaya di Ouargla è il cuore economico e il polmone dell'Algeria, grazie al petrolio di Hassi Messaoud. A partire dalla fine degli anni settanta questa wilaya ha attratto popolazione da tutte le zone del paese.

## Popolazione
La provincia conta 558.558 abitanti, di cui 283.389 di genere maschile e 275.169 di genere femminile, con un tasso di crescita dal 1998 al 2008 del 2,3%.

## Amministrazione
La provincia di Ouargla, dal 2019 quando è stata creata la provincia di provincia di Touggourt, è  passata da 10 a 6 distretti, e da 21 a 10 comuni.

1. El Borma•
2. El Hadjira•
3. Hassi Messaoud•
4. N'Goussa•
5. Ouargla•
6. Sidi Khouiled•

| Distretti      | Comuni                                         |
| -------------- | ---------------------------------------------- |
| El Borma       | El Borma                                       |
| El Hadjira     | El Hadjira · El Allia                          |
| Hassi Messaoud | Hassi Messaoud                                 |
| N'Goussa       | N'Goussa                                       |
| Ouargla        | Ouargla · Rouissat                             |
| Sidi Khouiled  | Aïn Beïda · Hassi Ben Abdellah · Sidi Khouiled |